# 鄭麟趾

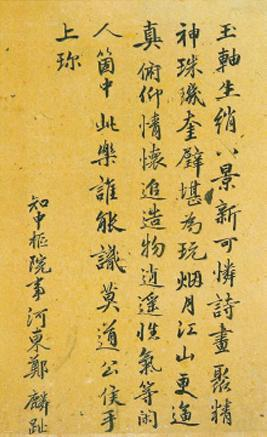
鄭麟趾の書

鄭 麟趾（チョン・インジ、정인지、 1396年12月28日 - 1478年11月26日）は、李氏朝鮮の宋明理学者。本貫は河東鄭氏。字は伯睢 。号は学易斎、諡号は文成公。

## 人物
慶尚道河東郡出身。科挙及第後、世宗に重用され、集賢殿にあって『訓民正音』制定や、『高麗史』や『世宗実録』など朝鮮の正史の編纂、また暦法の改定など参与した。1453年の癸酉靖難で世祖の参謀として活躍して、靖難功臣、佐翼功臣、翊戴功臣、佐里功臣に列し、睿宗に輔弼を託され、左議政に昇進。1455年には領議政に昇進した。

## 家族関係・子孫
彼の子女や子孫達は、王室関係者と婚姻した。また曽孫女（五男 尚祖の孫娘）が中宗の庶子 徳興大院君と婚姻。その間に生まれた息子が 14代王 宣祖である。よって、宣祖以降の朝鮮王朝の王は彼の子孫でもある。
- 父 : 鄭興仁(1363年-1436年)
- 母 : 陳氏
- 正室:貞敬夫人 漢陽趙氏
- 長男：鄭光祖(？-1457年)
- 嫁：竹山安氏(1440年‐1456年)第4代王　世宗の次女 貞懿公主と安孟聃の長女。世宗の外孫女。
- 長女：安東權氏の權金成妻　第11代王中宗の側室 煕嬪洪氏の外祖母。
- 継室：慶州李氏
- 次男：鄭顯祖(1440年‐1504年)
- 嫁：懿淑公主(1441年-1478年)　第7代王 世祖の長女。子女無しで死去。
- 嫁：羽溪 李氏　公主の死後に再婚する。しかし、正室として認められず側室扱いであった。顯祖の子女(9男1女)は全て 李氏夫人との子である。
- 三男：鄭崇祖(1442年-1503年) 　第15代王光海君の正室 廃妃柳氏の外高祖父。
- 嫁：平譲趙氏　第2代王定宗の外曽孫娘(定宗の四男 宣城君の長女の娘)
- 四男：鄭敬祖(1455年-1498年) 宣祖の側室で光海君の母 恭嬪金氏の高祖父。
- 嫁：全州李氏 世宗の庶子桂陽君の次女で世宗の孫娘。長男 光祖の妻　安氏夫人とは従姉妹。また、母 旌善郡夫人淸州韓氏は第9代王成宗の母 仁粋大妃の姉であり、仁粋大妃の姪で成宗の従姉妹でもある。
- 嫁：驪州 李氏
- 五男：鄭尙祖　第14代王宣祖の外曽祖父。
- 嫁：竹山安氏（1459年-1521年）貞懿公主の孫娘（公主の次男 安温泉の娘）で、長男 光祖の妻　安氏夫人の姪である。

## 著書
- 『高麗史』
- 『高麗史節要』
- 『訓民正音』
- 『訓民正音解例』
- 『治平要覧』
- 『資治通鑑訓義』
- 『竜飛御天歌』
- 『歴代暦法』
- 『歴代兵要』
- 『学易斎集』